# غازي العيادي
 غازي العيادي (1996 تونس) هو لاعب كرة قدم تونسي يلعب في الملعب التونسي.
لعب في النادي الإفريقي ونادي ضمك والاتحاد الليبي ونادي الكوكب والملعب التونسي.

## روابط خارجية
- غازي العيادي على موقع قاعدة بيانات كرة القدم.إي يو (الإنجليزية)
- غازي العيادي على موقع ناشيونال فوتبول تيمز (الإنجليزية)
- غازي العيادي على موقع Soccerway.com (الإنجليزية)